# 1696
- Wikisource

| Calendário gregoriano                                                        | 1696 MDCXCVI                        |
| Ab urbe condita                                                              | 2449                                |
| Calendário arménio                                                           | 1145 – 1146                         |
| Calendário bahá'í                                                            | -148 – -147                         |
| Calendário budista                                                           | 2240                                |
| Calendário chinês                                                            | 4392 – 4393 Início a 3 de fevereiro |
| Calendário copta                                                             | 1412 – 1413                         |
| Calendário etíope                                                            | 1688 – 1689                         |
| Calendários hindus - Vikram Samvat - Calendário nacional indiano - Cáli Iuga | 1751 – 1752 1617 – 1618 4796 – 4797 |
| Calendário Holoceno                                                          | 11696                               |
| Calendário islâmico                                                          | 1108 – 1109                         |
| Calendário judaico                                                           | 5456 – 5457                         |
| Calendário persa                                                             | 1074 – 1075                         |
| Calendário rúnico                                                            | 1946                                |
| Calendário solar tailandês                                                   | 2239                                |

1696 (MDCXCVI, na numeração romana)  foi um ano bissexto do século XVII  do actual Calendário Gregoriano, da Era de Cristo, e as suas letras dominicais foram  A e G (52 semanas), teve início a um domingo e terminou a uma segunda-feira.
| Ano completo                       |
| ---------------------------------- |
| Ano bissexto com início ao domingo |

## Eventos
- 16 de julho - Fundação da cidade de Mariana - Minas Gerais.
- Fim do reinado de Tenzin Rabgye, Desi Druks do reino do Butão.
- Descoberta do cometa Halley por Edmond Halley

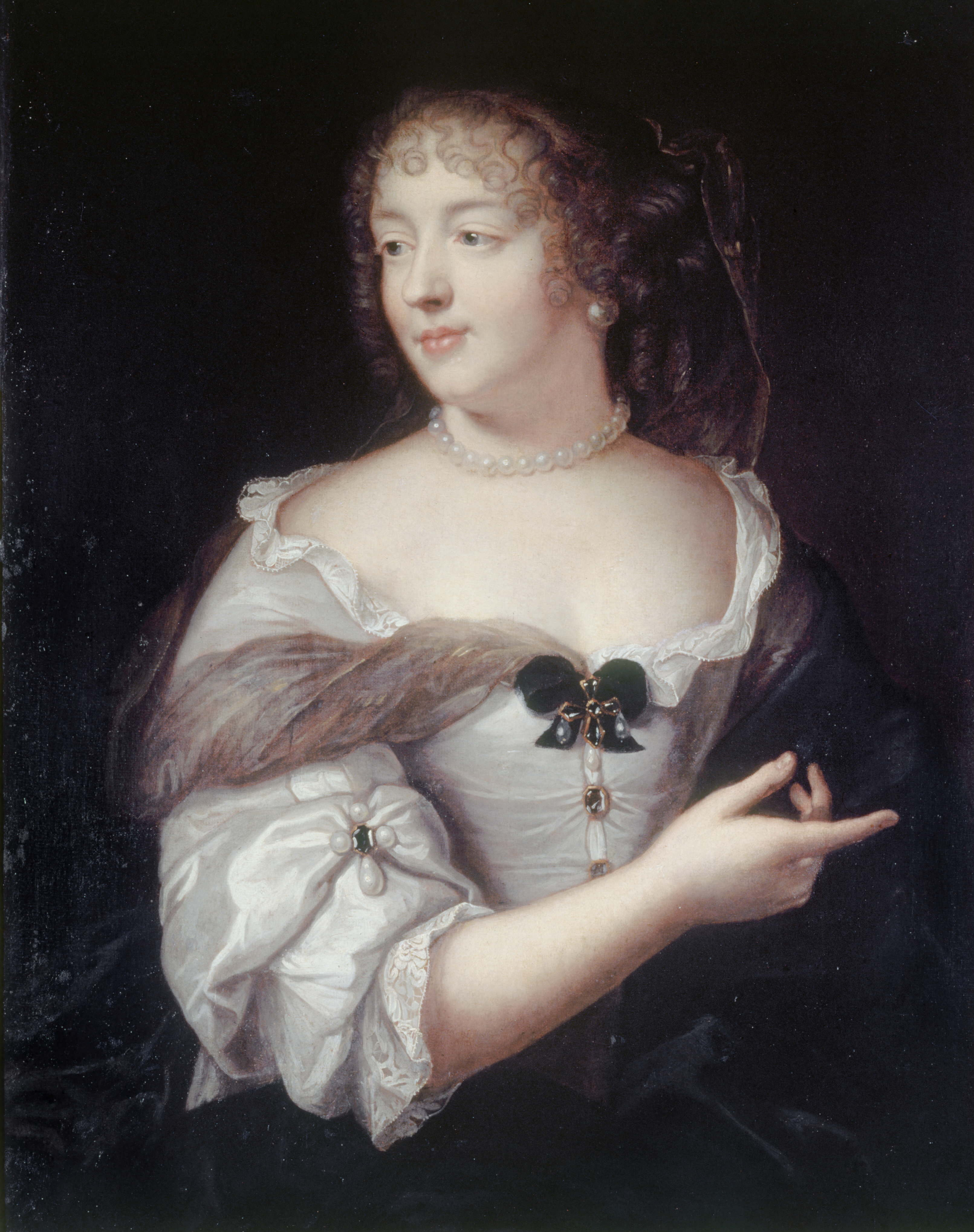
Retrato de Maria de Rabutin-Chantal, marquesa de Sévigné, pintado em 1665 por Claude Lefèbvre 1665. Museu Carnavalet, Paris.

## Nascimentos
- 27 de Setembro - Afonso de Ligório (Santo Afonso), bispo italiano, renovador da moral (m. 1787).

## Mortes
- 17 de abril - Maria de Rabutin-Chantal, marquesa de Sévigné (1626-1696), escritora francesa.
- 26 de novembro - Gregório de Matos, advogado e poeta barroco brasileiro (n. 1623 ou 1633).
- Tenzin Rabgye (n. 1638).

## Por tema
- 1696 na literatura